# Resolució 1625 del Consell de Seguretat de les Nacions Unides
En la Resolució 1625 del Consell de Seguretat de les Nacions Unides, adoptada per unanimitat després de la Cimera Mundial el 14 de setembre de 2005, el Consell va adoptar una declaració sobre el paper del Consell de Seguretat en la prevenció de conflictes, especialment a l'Àfrica, on es produïen una gran quantitat de conflictes armats.
La resolució 1625, juntament amb la Resolució 1624 (2005), va ser adoptada en una reunió de caps d'estat o de govern.

## Declaració

### Observacions
El Consell de Seguretat va expressar "una profunda preocupació" pel cost humà i les pèrdues materials provocades pels conflictes armats. Va reafirmar la importància d'abstenir-se de l'amenaça o l'ús de la força en les relacions internacionals, la necessitat d'adoptar una estratègia de prevenció de conflictes per abordar les causes fonamentals dels conflictes i les crisis, enfortir el paper de les Nacions Unides en la prevenció conflictes violents i construir associacions entre organitzacions internacionals i regionals.
El preàmbul de la declaració va fer referència a la Unió Africana en particular, i la seva posició sobre els canvis inconstitucionals del govern en el continent. També va reconèixer el paper de la societat civil en la prevenció de conflictes.

### Actes
La resolució expressa la determinació del Consell de millorar l'eficàcia de les Nacions Unides en la prevenció dels conflictes armats, mitjançant:
(a) avaluar els esdeveniments en regions en risc de conflicte armat i demanar al Secretari General de les Nacions Unides que proporcioni informació;
(b) seguiment de les iniciatives preventives-diplomàtiques del Secretari General;
(c) donar suport a iniciatives regionals de mediació;
(d) donar suport a les capacitats d'alerta primerenca;
(e) demanar assistència del Consell Econòmic i Social de les Nacions Unides;
(f) prendre mesures per afrontar el tràfic il·legal d'armes l'ús de mercenaris;
(g) millorar les institucions que afavoreixin la pau, l'estabilitat i el desenvolupament sostenible;
(h) donar suport als estats africans per construir institucions judicials independents.
Mentrestant, es va exigir al Secretari General que proporcionés informació sobre possibles conflictes armats al Consell, especialment d'Àfrica, ajudés als països en risc de conflictes i promogués iniciatives regionals de gestió de conflictes.
El Consell va destacar la importància de les estratègies de prevenció de conflictes per evitar un impacte negatiu en els sectors de seguretat, econòmics, socials, polítics i humanitaris en els països que s'enfrontaven. També es va destacar un enfocament regional, especialment pel que fa a desmobilització, desmilitarització i reintegració social, i es prendria una acció contra l'explotació il·legal de recursos naturals que alimentava el conflicte. Es va demanar també una major cooperació entre les Nacions Unides i les organitzacions regionals o subregionals, d'acord amb Capítol VIII de la Carta de les Nacions Unides.
La segona meitat de la resolució es va dirigir a les nacions africanes. El Consell va encoratjar els estats africans al Pacte de No Agressió i de Defensa Comuna de la Unió Africana el 31 de gener de 2005 i treballar amb el Secretariat de les Nacions Unides i les oficines regionals per implementar mesures per establir la pau, la seguretat, l'estabilitat, la democràcia i el desenvolupament sostenible. Mentrestant, va demanar a la comunitat internacional que donés suport a les nacions africanes en els objectius esmentats i desenvolupés les capacitats de les organitzacions regionals i subregionals africanes per desplegar actius civils i militars quan calgués.